# Franjo Glaser
Franjo Glaser (7 de gener de 1913 - 1 de març de 2003) fou un futbolista croat de la dècada de 1930, nascut a Bòsnia.
Fou 35 cops internacional amb la selecció iugoslava.
Pel que fa a clubs, defensà els colors de BSK Belgrad, Građanski Zagreb i FK Partizan.

## Palmarès
BSK Belgrad
- Lliga iugoslava de futbol: 1934-35, 1935-36
- Copa iugoslava de futbol: 1934

Građanski Zagreb
- Lliga iugoslava de futbol: 1939-40
- Lliga croata de futbol: 1940, 1941, 1943

FK Partizan
- Lliga iugoslava de futbol: 1946-47
- Lliga iugoslava de futbol: 1947